# Adenauerallee (Bonn)
Pour les articles homonymes, voir Adenauerallee.
L’Adenauerallee est une rue de Bonn en Allemagne. 

## Situation et accès
Elle est située dans les quartiers du centre, Südstadt et Gronau, et regroupe le parlement et le siège du gouvernement de l'Allemagne de l'Ouest.
L'Adenauerallee s'étend du nord-est au sud-ouest près du Rhin, entre la porte de Coblence du château des Princes-Électeurs et la Bundeskanzlerplatz. Elle est une partie de la Bundesstraße 9. Sous la voie, la ligne de métro relie le centre de Bonn à Bad Godesberg.

## Origine du nom
Elle honore Konrad Adenauer (1876-1967) premier chancelier fédéral de la République fédérale d'Allemagne, de 1949 à 1963.

## Historique
Jusqu'en 1967, « Adenauerallee » s'appelle « Koblenzer Straße ». Elle prend le nom de Konrad Adenauer l'année de sa mort. En 1999, la section entre la Bundeskanzlerplatz et le Kunstmuseum Bonn appartenait également à Adenauerallee est Willy-Brandt-Allee.

## Bâtiments remarquables et lieux de mémoire
L'Adenauerallee est jusqu’à la relocalisation du gouvernement fédéral en 1999 le premier siège du président fédéral, du chancelier fédéral et d’autres ministères et autorités. Le long de la rue, on trouve la Cour fédérale des comptes, l'Agence Fédérale pour l'Éducation Civique, l'Office des Affaires étrangères, la villa Hammerschmidt, le palais Schaumburg et l'ancienne chancellerie fédérale (aujourd'hui le ministère fédéral de la Coopération économique). De nombreuses organisations et associations ont toujours leur siège ici. On y trouve également le musée Alexander Koenig, qui abrita également le Conseil parlementaire en 1949, le Collegium Albertinum, et en face, à côté de l'Alter Zoll, l'hôtel Königshof.
Le siège de la faculté de droit, le Juridicum, est l'un des bâtiments emblématiques. La façade de la construction en béton apparente et plate est décorée d'une mosaïque de Victor Vasarely. En face se trouvent le Beethoven-Gymnasium, le plus ancien lycée de Bonn, et non loin la dernière maison d'Ernst Moritz Arndt.

## Source, notes et références
- (de) Cet article est partiellement ou en totalité issu de l’article de Wikipédia en allemand intitulé « Adenauerallee (Bonn) » (voir la liste des auteurs).